# Janlavyn Narantsatsralt
Janlavyn Narantsatsralt (Жанлавын Наранцацаралт), né en 1957 à Oulan-Bator, Dornogovi, Mongolie et mort le 12 novembre 2007, est un homme politique mongol, Premier ministre de Mongolie de 1998 à 1999.

## Biographie
Il naît en 1957 à Oulan Bator. 
En 1996, il est élu maire de sa ville natale et capitale de la Mongolie Oulan-Bator, poste qu'il occupe jusqu'au 9 décembre 1998 date à laquelle il devient premier ministre. Il reste à cette fonction jusqu'au 22 juillet 1999 contraint à la démission à la suite d'une controverse.
Il est marié et père de deux enfants. Il parle couramment le mongol et le russe.
Il meurt le 12 novembre 2007 dans un accident de la route en rentrant à son domicile après avoir participé à un forum de la jeunesse.